# 山本和音
山本 和音（やまもと かずね）は、日本の漫画家。千葉県出身。

## 略歴
- 2007年、『100ドルは安すぎる』がジャンプ十二傑新人漫画賞2007年4月期で受賞し（審査員・空知英秋）、『赤マルジャンプ』（集英社）2008年WINTERに掲載されデビュー（山本かずね名義）[3]。
- 2011年、『恋と夜をかけろ』がマガジングランプリ（MGP）2011年5月期の佳作を受賞（山本かずね名義）[2]。
- 2015年、『太陽からの手紙』が12月期のえんため大賞コミックグランプリを受賞（山本かずね名義）[4]。以降、ペンネームを山本和音に改め、[要出典]漫画誌『ハルタ』（KADOKAWA）に作品を掲載している。

美大出身。2021年時点で漫画執筆はフルアナログであり、ペン入れにはミリペンを使用している。初めて読んだ漫画は『キャットルーキー』（丹羽啓介）であるという。

## 作品リスト

### 連載
- 星明かりグラフィクス（『ハルタ』volume40[7]（2016年12月15日[7]） - volume59[8]（2018年11月15日[8]））
- 生き残った6人によると（『ハルタ』volume76[9]（2020年7月15日[9]） - Vol.119（2024年11月15日））

### 読み切り
特記のない限り、山本和音名義。
- 100ドルは安すぎる（『赤マルジャンプ』2008年WINTER） - 山本かずね名義。デビュー作。
- 恋と夜をかけろ（『マガメガ』2011年[10]） - 山本かずね名義。
- プランビー（『別冊少年マガジン』2012年12月号[11]） - 山本かずね名義。単行本未収録。
- 怪獣警報（『マガラボ』2013年2月[12]） - 山本かずね名義。
- 夏を知らない子供たち（『ハルタ』volume34[13]（2016年5月14日））
- まどか、田園へ行く（『ハルタ』volume36[14]（2016年7月15日））
- カバー・ストーリー（『ハルタ』volume45（2017年6月15日）） - 単行本未収録。
- 雨は止んだか（『ハルタ』volume45[15]（2017年6月15日））
- 銀河鉄道の女（『ハルタ』応募者全員サービス小冊子「スレンダーフェローズ」（2018年5月））
- コーディネートレンジャー（『ハルタ』volume56付属小冊子「変身フェローズ」（2018年7月14日））
- カバー・ストーリー（『ハルタ』volume65（2019年6月14日）） - 単行本未収録。
- ナイトゲーム（『ハルタオルタ』2019-AUTUMN[16]（2019年9月14日））
- 中学生はよく食べる（『ハルタ』volume74付属小冊子「弟Fellows!」（2020年5月15日））
- 新星が破竹の勢いで（『ハルタ』volume97付属小冊子「ロマンスグレーフェローズ」（2022年9月15日）） - 単行本未収録。
- 三郷市総合体育館裏階段にて[17]（『ハルタオルタ』2023年7月13日[18]） - 同サイト初の読み切り作品[18]。
- 10,000ドルの煙（『ハルタ』volume121書店購入特典小冊子「シガレットフェローズ」[19]）

### 書籍
詳細は個別ページを参照。
- 『星明かりグラフィクス』、KADOKAWA 〈ハルタコミックス〉、全3巻
  1. 2017年9月15日初版初刷発行（同日発売[20]）、 ISBN 978-4-04-734625-3
  2. 2018年5月15日初版初刷発行（同日発売[21]）、 ISBN 978-4-04-735142-4
  3. 2018年12月15日初版初刷発行（同日発売[22]）、 ISBN 978-4-04-735353-4
- 『生き残った6人によると』、KADOKAWA 〈ハルタコミックス〉、全7巻
- 『夏を知らない子供たち 山本和音作品集』、KADOKAWA 〈ハルタコミックス〉、2021年9月15日初版初刷発行（同日発売[23]）、 ISBN 978-4-04-736639-8

### イラスト
- ハルタショップ&ミュージアム in ゲーマーズ / 帰ってきたハルタグランドフェア（2016年1月- 6月） - 『ハルタ』応募者全員サービス小冊子「レコメン・ポップ・フェローズ」（2017年4月）収録。
- 表紙イラスト（『ハルタ』volume45（2017年6月15日））
- 表紙イラスト（『ハルタ』volume65（2019年6月14日））
- 表紙イラスト（『ハルタオルタ』2019-AUTUMN（2019年9月14日））
- 化物画廊（『週刊少年マガジン』2020年24号） - 漫画単行本『化物語』（原作：西尾維新 漫画：大暮維人）第11巻特装版収録[24]。

など。